# Celebration (chanson de Kool and the Gang)
Pour les articles homonymes, voir Celebration.
Singles de Kool and the Gang
Hangin' Out
(1980) Take It to the Top
(1981)
Celebration est une chanson du groupe américain Kool and the Gang, issue de l'album Celebrate! (1980). Elle est sortie en octobre 1980 comme premier single de l'album.
Le titre a notamment atteint la 1re place du Billboard Hot 100 américain. C'est le premier et le seul single du groupe à se classer en tête du Hot 100. Celebration a également atteint la première place des hit-parades canadien et néo-zélandais. Il est certifié disque de platine aux États-Unis pour plus de deux millions d'exemplaires écoulés dans le pays.
En 2016, Celebration a reçu le Grammy Hall of Fame Award. En 2020, la chanson a été inscrite au registre national des enregistrements (National Recording Registry) de la bibliothèque du Congrès à Washington.

## Liste des titres
| A. | Celebration  | 3:42 |
| B. | Morning Star | 4:16 |

## Classements et certifications
| Classement (1980–1981)                 | Meilleure position |
| -------------------------------------- | ------------------ |
| Allemagne de l'Ouest (Media Control)   | 17                 |
| Afrique du Sud (Springbok Top 20)      | 2                  |
| Australie (Kent Music Report)          | 33                 |
| Belgique (Flandre Ultratop 50 Singles) | 3                  |
| Canada (Top Singles)                   | 1                  |
| États-Unis (Hot 100)                   | 1                  |
| États-Unis (Dance Club Songs)          | 1                  |
| États-Unis (Hot Soul Singles)          | 1                  |
| États-Unis (Adult Contemporary)        | 34                 |
| États-Unis (Cash Box Top 100)          | 1                  |
| États-Unis (Record World Singles)      | 1                  |
| Finlande (Suomen virallinen lista)     | 17                 |
| Irlande (IRMA)                         | 17                 |
| Nouvelle-Zélande (RMNZ)                | 1                  |
| Pays-Bas (Nederlandse Top 40)          | 2                  |
| Pays-Bas (Nationale Hitparade)         | 2                  |
| Royaume-Uni (UK Singles Chart)         | 7                  |
| Suisse (Schweizer Hitparade)           | 6                  |

| Classement (1988–1989) (Remix) | Meilleure position |
| ------------------------------ | ------------------ |
| Royaume-Uni (UK Singles Chart) | 56                 |

| Classement (2013) | Meilleure position |
| ----------------- | ------------------ |
| France (SNEP)     | 129                |

| Classement (1981)                 | Position |
| --------------------------------- | -------- |
| Afrique du Sud (Springbok Top 20) | 16       |
| Belgique (Flandre Ultratop 50)    | 50       |
| Canada Top Singles (RPM)          | 9        |
| États-Unis (Hot 100)              | 6        |
| États-Unis (Hot Soul Singles)     | 7        |
| États-Unis (Cash Box Top 100)     | 10       |
| Nouvelle-Zélande (RMNZ)           | 9        |
| Pays-Bas (Nederlandse Top 40)     | 41       |
| Pays-Bas (Single Top 100)         | 47       |

### Certifications
| Région                                                                         | Certification | Ventes/Streams |
| ------------------------------------------------------------------------------ | ------------- | -------------- |
| Canada (Music Canada)                                                          | Platine       | 150 000^       |
| Danemark (IFPI)                                                                | Or            | 45 000^        |
| États-Unis (RIAA)                                                              | Platine       | 2 000 000^     |
| Royaume-Uni (BPI)                                                              | Or            | 400 000‡       |
| ^Mise en rayon selon la certification ‡ventes/streaming selon la certification |               |                |

## Dans la culture
Sauf indication contraire ou complémentaire, les informations mentionnées dans cette section proviennent du générique de fin de l'œuvre audiovisuelle présentée ici.
- 1983 : Que le meilleur gagne (May the Best Chipmunk Win), un épisode d'Alvin et les Chipmunks
- 2012 : La Vérité si je mens ! 3 de Thomas Gilou - bande originale

## Version de Kylie Minogue
Singles de Kylie Minogue
What Kind of Fool (Heard All That Before)
(1992) Confide in Me
(1994)
Celebration est reprise par la chanteuse australienne Kylie Minogue, qui l'a initialement enregistrée pour son quatrième album studio, Let's Get to It de 1991, mais elle n'a pas été retenue. Elle est apparue plus tard sur sa compilation Greatest Hits de 1992 et a été publiée le 16 novembre 1992 en tant que deuxième single de la compilation. La version de Kylie Minogue s'est notamment classée à la 20e place du UK Singles Chart au Royaume-Uni et à la 21e place en Australie.

### Classements
| Classement (1992–1994)                 | Meilleure position |
| -------------------------------------- | ------------------ |
| Australie (ARIA)                       | 21                 |
| Belgique (Flandre Ultratop 50 Singles) | 26                 |
| Irlande (IRMA)                         | 11                 |
| Royaume-Uni (UK Singles Chart)         | 20                 |
| Royaume-Uni (UK Dance Chart)           | 25                 |